# Emmy Belinfante
Emilie Josephine 'Emmy' Belinfante (Den Haag, 11 januari 1875 — Auschwitz, 7 juli 1944) was een Nederlands journaliste en feminist.  Zij was een van de eerste vrouwelijke journalisten in Nederland en schreef als eerste een vrouwenrubriek in een Nederlands dagblad. Zij was lid van de Nationale Vrouwenraad en de Internationale Vrouwenraad. Daarnaast zette zij zich in voor de belangen van vrouwelijke journalisten en voor journalistieke kwaliteit in het algemeen.

## Jeugd en opleiding
Emmy Belinfante was de dochter van de uitgever en boekhandelaar August Belinfante en zijn vrouw Emilie Belinfante, regentes van een joods weeshuis. Zij groeide op in een liberaal-joods gezin. De familie Belinfante was van oudsher actief in de journalistiek; haar grootvader, ooms en broers waren journalist. Ook waren familieleden actief als vertaler, drukker, rabbijn en uitgever. Zij was een nicht van de schrijfster Emmy Belinfante-Belinfante, met wie ze vaak wordt verward.
Belinfante was een van de eerste meisjes die de HBS konden volgen. Haar moeder was een van de initiatiefnemers van de Haagse HBS. Haar aanvankelijk plan om onderwijzeres te worden mislukte; ze had geen talent om voor de klas te staan. Tijdens haar opleiding moest ze stage lopen. Dit deed ze bij de school van Jan Ligthart. Hier kwam ze in contact met vernieuwende pedagogische inzichten.
Over haar ervaringen in het onderwijs schreef ze in 1899 een kort verhaal, ‘De proefles’, dat werd gepubliceerd in het ''jonge damesblad'' De Hollandsche Lelie (1899). Ze besloot om ook de journalistiek in te gaan.

## Journalistiek
In 1901 werd zij redacteur van het Haagse Familieblad: 's Gravenhaagsch Nieuws – en advertentie blad. Zij was daarmee een van de eerste vrouwelijke journalisten in Nederland. Het blad werd uitgegeven door haar oom. Bij het blad leerde zij o.a. gemeenteraadsverslagen, toneel-recensies en rubrieken schrijven. Op dat moment was ze zelf nog niet geïnteresseerd in de vrouwenbeweging en de strijd voor het vrouwenkiesrecht; ze schreef onder het pseudoniem 'May' op niet al te serieuze toon over de 'vrouwenkwestie'. Specifiek ging het over het onderwerp van betaald werk voor vrouwen.
In 1903 reisde ze een jaar door Europa en publiceerde ze een reisverslag in briefvorm. Zij schreef over haar audiëntie bij de Paus en over contacten met Nederlandse kunstenaars in Rome en Nice.
Haar belangstelling voor het feminisme ontstond In 1905 door de weigering van Nicolaas Pierson, commissaris van het dagblad Het Vaderland, en oud-minister, om haar als redacteur aan te nemen. Ze trad daarop in dienst bij Land en Volk, dagblad van de Vrijzinnig-Democratische Bond, een concurrent van Het Vaderland. Zij was daar verantwoordelijk voor de eerste vrouwenrubriek in de Nederlandse dagbladpers met de titel Voor de dames. Zij schreef hierin zowel over mode als over de sociale, politieke en economische ontwikkelingen in de vrouwenbeweging.
Toen de krant werd gereorganiseerd ging ze als freelancer werken. In 1908 deed ze verslag van het congres van de Wereldbond voor Vrouwenkiesrecht in Amsterdam, waarna ze een aanstelling kreeg als redacteur buitenland bij de liberale Nieuwe Courant. Hoofdredacteur bij deze krant was L.J. Plemp van Duiveland. Zij werkte hier bij de nachtredactie waar ze respect afdwong vanwege haar talenkennis. Ze werd gezien als vertegenwoordiger van de vrouwenstem. Haar artikelen ondertekende ze met 'Emmy J.B.'. In toenemende mate kregen vrouwen in die tijd belangstelling voor politieke en maatschappelijke kwesties. Sinds 1910 wees zij vrouwen op het belang van de media inzake vrouwen-kwesties en voor de behartiging van de vrouwenbelangen.
Na een fusie van de Nieuwe Courant en Vaderland  in 1924 was Belinfante niet meer bij de dagelijkse verslaglegging betrokken. In 1928 zegde ze haar baan op en begon als freelancer; ze hield zich vooral bezig met de vrouwenbeweging en internationale vredesvraagstukken, en de strijd tegen het inperken van de vrouwenarbeid. Ook schreef ze een feministisch georiënteerde rubriek voor verschillende liberale provinciale en landelijke kranten. Samen met andere feministen gaf zij in 1933 de bundel De triomf van het wanbegrip (Famke's beweringen) uit. Hierin spraken de auteurs zich uit tegen het huwelijk als hoogste streven van de vrouw.

## Belangenbehartiging
Belinfante zette zich in voor betere contacten tussen de vrouwenbeweging en de journalistiek en probeerde vrouwenorganisaties ervan te overtuigen dat zij zich via de pers moesten profileren. Ze werd in 1910 lid van de Nationale Vrouwenraad en de Internationale Vrouwenraad en bezocht als lid van de Nederlandse delegatie verschillende internationale conferenties. Zij pleitte ook voor een kwaliteitsjournalistiek die niet werd gedomineerd door sensatiezucht en commerciële belangen. Van 1921 tot 1940 was ze secretaris van de Haagsche Journalisten Vereeniging.  
Zij ijverde voor een gelijkwaardige positie van vrouwelijke journalisten door middel van een collectieve arbeidsovereenkomst. Ook pleitte ze voor de oprichting van een opleiding journalistiek. In 1939 probeerde ze een belangenorganisatie voor vrouwelijke journalisten op te richten.
Ze was tevens hoofdredacteur van het ''Maandblad der Nederlandsche Vereeniging van Huisvrouwen''. Hierdoor ontving zij een basisinkomen. Naast dit werk, schreef ze artikelen voor diverse, liberale kranten. In 1938 werd ze benoemd tot Ridder in de Orde van Oranje-Nassau.

## Tweede Wereldoorlog
Al in juni 1940, een maand na de Duitse inval in Nederland, moest Belinfante vanwege haar joodse achtergrond aftreden als secretaris van de Haagsche Journalisten Vereeniging. Ze kon nog wel enige tijd actief blijven binnen de vrouwenbeweging, omdat deze beweging minder zichtbaar was in de samenleving en daardoor enige tijd uit het zicht kon blijven van de bezetter.
Belinfante kreeg in deze periode praktische steun van de mede door haar opgerichte Haagse Soroptimisten, een vrouwelijke tegenhanger van de Rotary die heimelijk bijeenkwamen. Samen met haar zusters Anna en Mies, met wie ze samenwoonde, deed ze een vergeefse poging om aan deportatie te ontkomen door te verwijzen naar de Portugese achtergrond van de Belinfantes en door zich als doopsgezinde te laten registreren.
Op 1 februari 1944 werden zij naar het doorgangskamp Kamp Westerbork gebracht en vandaar naar concentratiekamp Theresienstadt. Op 16 mei 1944 werd ze op transport gezet naar Auschwitz-Birkenau. Daar is ze twee maanden later vermoord.

## Publicaties
- Opbouw der maatschappij. Amsterdam, Vereeniging tot Bevordering van het Onderwijs in Kinderverzorging, 1922
- ‘De waardigheid van de Nederlandsche pers’, De Journalist, 30-11-1925.
- De vrouw als journaliste: wat beteekent de journalistiek voor de vrouw, wat kan de vrouw voor de journalistiek beteekenen. Dordrecht, C. Morks Czn., 1928
- ‘Holland, let op uw pers! Degelijke vorming van den journalist: een eisch van den tijd’, Haagsch Maandblad 16 (1931) 266-277.
- ‘Vrouwenorganisaties en individualisme der vrouw’, in: S.G.F. Meyboom red., Het Vrouwenjaarboek (Amsterdam 1931) 50-65.
- ‘De werkende vrouw’, Schoevers Koerier 5 (1938) nr. 4/5.

## Externe bronnen
- Belinfante, Emilie Josephine (1875-1944). ING Huygens
- Belinfante, Emilie Josephine (1875-1944) Joods cultureel kwartier
- Belinfante, Emilie Josephine (1875-1944) Atria. Kennisinstituut voor Emancipatie en Vrouwengeschiedenis